# Horse Adventure: Tale of Etria
Horse Adventure: Tale of Etria est un jeu vidéo développé par Owlient et édité par Ubisoft sorti en janvier 2017 sur iOS et Android. Il était disponible gratuitement sur l'Apple Store et le Google Play. Il a malheureusement été supprimé de l'App Store et Google Play Store en août 2017. Certains disent que c'est car il ne rapportait apparemment pas assez d'argent au développeurs. D'autres pensent qu'il était trop lourd pour un jeu sur mobile. 

## Système de jeu
Le jeu est un Free-to-play qui offre la possibilité au joueur d'explorer les terres d'Etria et de trouver des chevaux légendaires.   
Le monde d'Etria est divisé en quatre régions: la plage, les montages, les canyons et la forêt. Chaque région est représentée par un ancien. Chaque ancien dirige sa région et en est responsable. Il y a également quatre chevaux millénaires, qui représentent eux aussi les quatre régions d'Etria. Ces chevaux, qui ont un pelage particulier et unique, sont indispensables à l'équilibre du monde. Notre but dans le jeu est de retrouver ces chevaux millénaires (car quelqu'un les a volé) et de les ramener aux anciens pour que le monde d'Etria soit de nouveau en paix.   
Dans ces quatre régions, on peut accomplir plus de quarante challenges, cinquante quêtes mais aussi chercher des pièces de puzzles. Tout ceci, permettant au joueur de personnaliser son avatar et son compagnon. 
Il existe aussi un système d'amélioration de son cheval qui permettra, au cours de l'aventure, de donner une véritable personnalité à son cheval.